# 1st Mini Album (KARAのアルバム)
1st Mini Album（ファースト ミニアルバム）は、韓国の女性5人組の歌手グループ、KARAの1枚目のミニアルバム。

## 概要
- 2008年7月24日、追加メンバーの2人が加わった新生KARAとして「Rock U」をM.net "M countdown"で初披露、その翌日に『1st Mini Album』を発表し活動を再開。1集アルバムと異なり、Cuteで活動的なイメージを全面的に押し出したアルバムであり、プロモーション活動もそのイメージで展開された。また、1集アルバムプロモーション時は歌謡番組以外にはあまり出演しなかったが、新生KARAとなってからはバラエティ番組にも積極的に出演するようになった。ギュリは、プロモーションイメージに合わせるため10年間伸ばし続けていた髪を短くした。『1st Mini Album』のプロモーションは9月までの2か月あまり行われ、まずまずの反響を得た。
- 10月13日、初のデジタルシングル「GOOD DAY Season2」を発表。この曲は『1st Mini Album』収録曲の「Good Day」と同じ曲であるが、アレンジが変更された。メイキング映像とオフショット映像で構成されたミュージックビデオも公開。

## 収録曲
1. Rock U
2. Baby boy
3. 이게뭐야 / なにこれ?
4. Good day
5. Wait